# Íñigo de la Serna
Íñigo Joaquín de la Serna Hernáiz (ur. 10 stycznia 1971 w Bilbao) – hiszpański polityk, inżynier i samorządowiec, działacz Partii Ludowej, alkad Santander, od 2016 do 2018 minister rozwoju.

## Życiorys
Z wykształcenia inżynier, ukończył studia na Universidad de Cantabria, specjalizując się w hydraulice, oceanografii i ochronie środowiska. W latach 1995–1999 pracował jako inżynier w przedsiębiorstwie Apia XXI. Następnie do 2003 był dyrektorem gabinetu ministra środowiska rządu wspólnoty autonomicznej Kantabrii. W latach 2003–2007 wchodził w skład władz miejskich w Santander jako concejal odpowiedzialny za środowisko, zarządzanie zasobami wodnymi i plażami.
W 2007 z ramienia Partii Ludowej wygrał wybory na urząd alkada Santander. W 2011 z powodzeniem ubiegał się o reelekcję. W 2012 został przewodniczącym Hiszpańskiej Federacji Gmin i Prowincji (FEMP), którą kierował do 2015.
W listopadzie 2016 powołany na ministra rozwoju w drugim rządzie Mariano Rajoya. Zakończył urzędowanie w czerwcu 2018, gdy gabinet ten przegrał głosowanie nad wotum nieufności.